# وین برنت
وین برنت (انگلیسی: Wayne Burnett؛ زادهٔ ۴ سپتامبر ۱۹۷۱) بازیکن فوتبال اهل بریتانیا است.
از باشگاه‌هایی که در آن بازی کرده‌است می‌توان به باشگاه فوتبال پیتربورو یونایتد، باشگاه فوتبال بلکبرن روورز، باشگاه فوتبال ووکینگ، باشگاه فوتبال بولتون واندررز، باشگاه فوتبال گریمزبی تاون، باشگاه فوتبال پلیموث آرگیل، باشگاه فوتبال هادرزفیلد تاون، باشگاه فوتبال گرایس اتلتیک، و باشگاه فوتبال لیتون اورینت اشاره کرد.